# Hakea lorea
Hakea lorea är en tvåhjärtbladig växtart. Hakea lorea ingår i släktet Hakea och familjen Proteaceae.

## Underarter
Arten delas in i följande underarter:
- H. l. borealis
- H. l. lorea